# Route européenne 21
Pour les articles homonymes, voir E21 et Route 21.
La route européenne 21 (E21) est un itinéraire du réseau routier européen reliant Metz à Genève en passant par Nancy, Dijon et Mâcon. Cet itinéraire traverse deux pays, la France et la Suisse.

## Historique
Jusqu’en 1985, l’itinéraire de l’E21 continuait jusqu’à Marseille en empruntant l’A41 jusqu’à Grenoble puis l’A48 et la N532 jusqu’à Valence ainsi que l’A7 jusqu’à Marseille. Cet axe est depuis repris par l’E712, l’E713 et l’E714 successivement.

## Tracé

### France
En France, la route européenne 21 emprunte les itinéraires suivants :
| (Auto)route | Tracé                                   | Villes traversées                               | route européennes croisées                         |
| ----------- | --------------------------------------- | ----------------------------------------------- | -------------------------------------------------- |
| A 31        | Entre Metz et Beaune                    | Nancy, Toul, Langres, Dijon                     | à Metz entre Metz et Nancy entre Langres et Beaune |
| A 6         | Entre Beaune et Mâcon                   | Chalon-sur-Saône                                | Tronc commun                                       |
| A 40        | Entre Mâcon et Saint-Julien-en-Genevois | Bourg-en-Bresse, Pont-d'Ain, Nantua, Valserhône | Tronc commun à Pont-d'Ain                          |
| A 41        | Saint-Julien-en-Genevois                |                                                 | Tronc commun                                       |

### Suisse
En Suisse, la route européenne 21 emprunte les itinéraires suivants :
| (Auto)route | Tracé                                    | Villes traversées | route européennes croisées |
| ----------- | ---------------------------------------- | ----------------- | -------------------------- |
|             | Entre Saint-Julien-en-Genevois et Genève |                   | Tronc commun               |
|             | Vers Genève                              |                   |                            |

## Galerie

La route européenne 21 du nord au sud
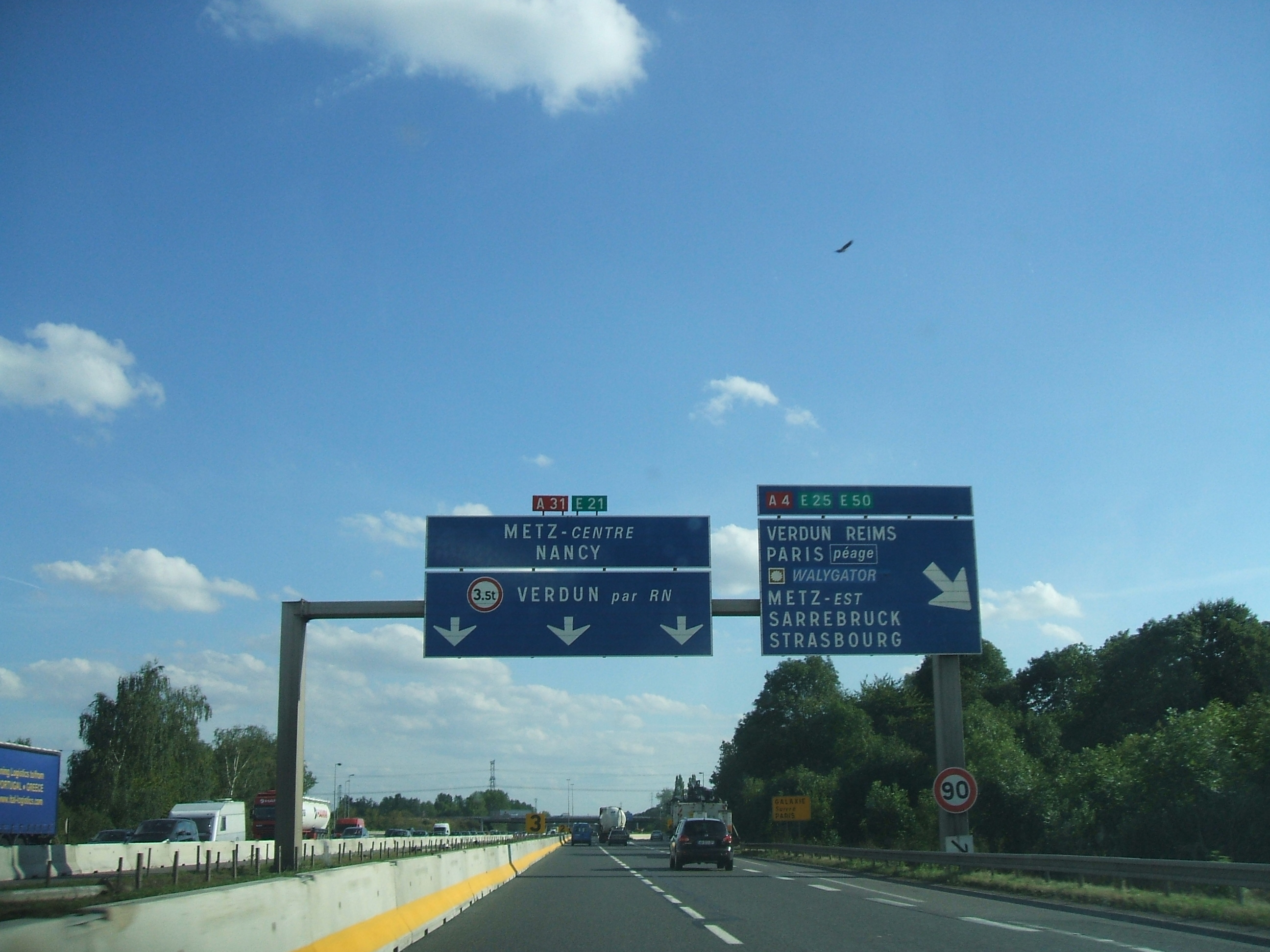
L'E21 se sépare de la E25 et de la E50 à Metz.
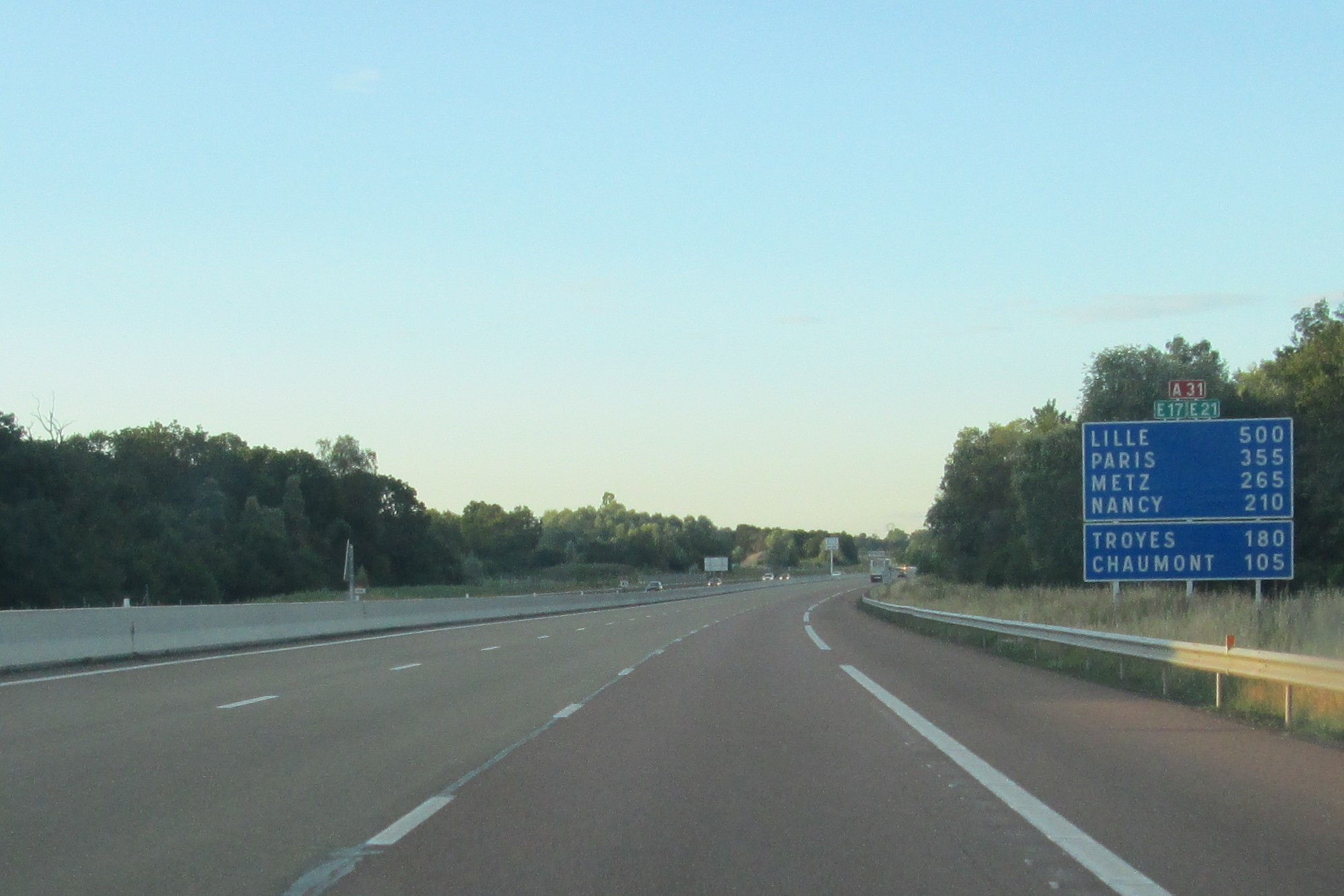
L'E21 se confondant avec la E17 au nord de Dijon.
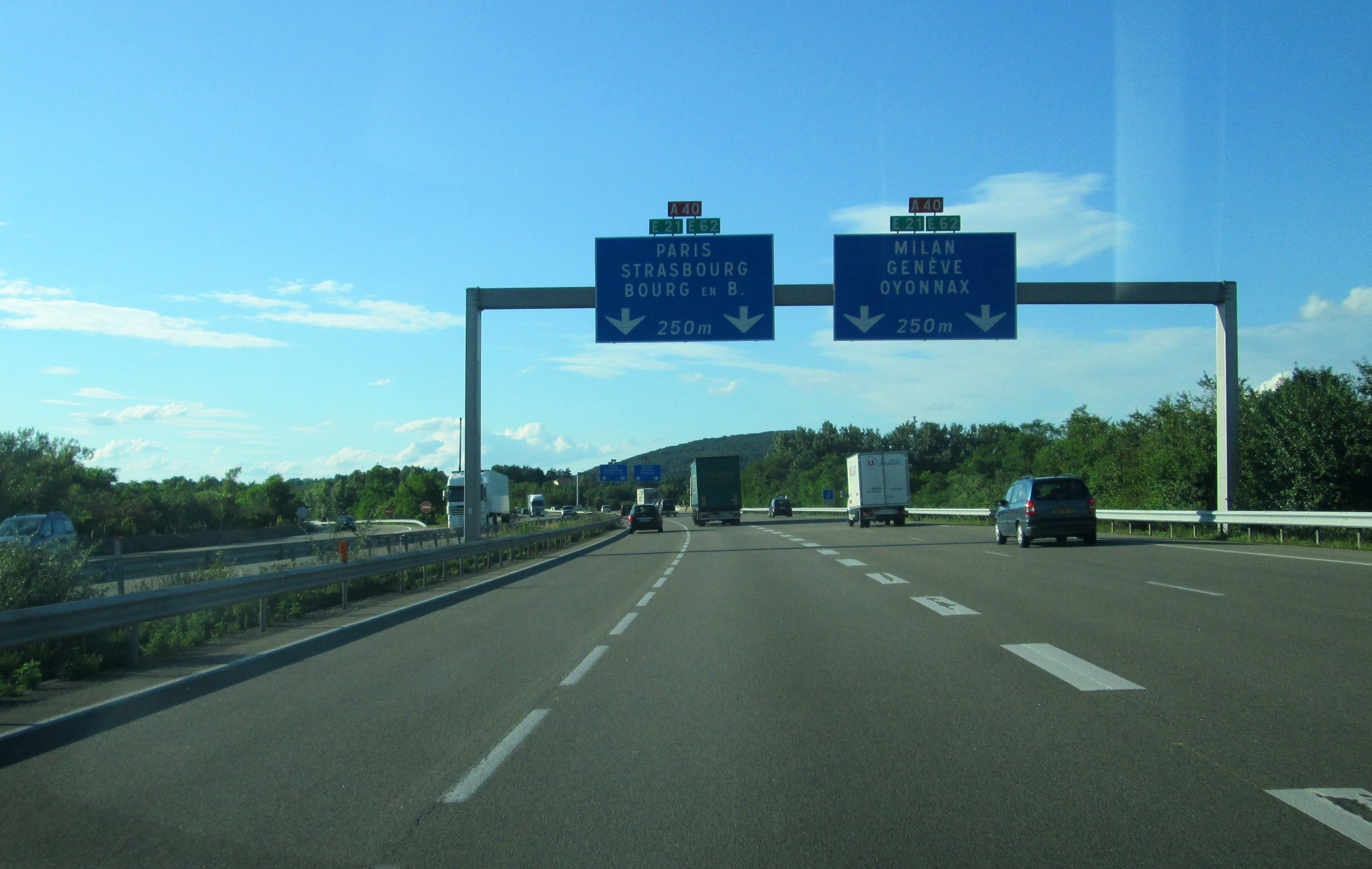
À Pont d'Ain, la E611 rejoint la E21 qui se confond avec la E62.
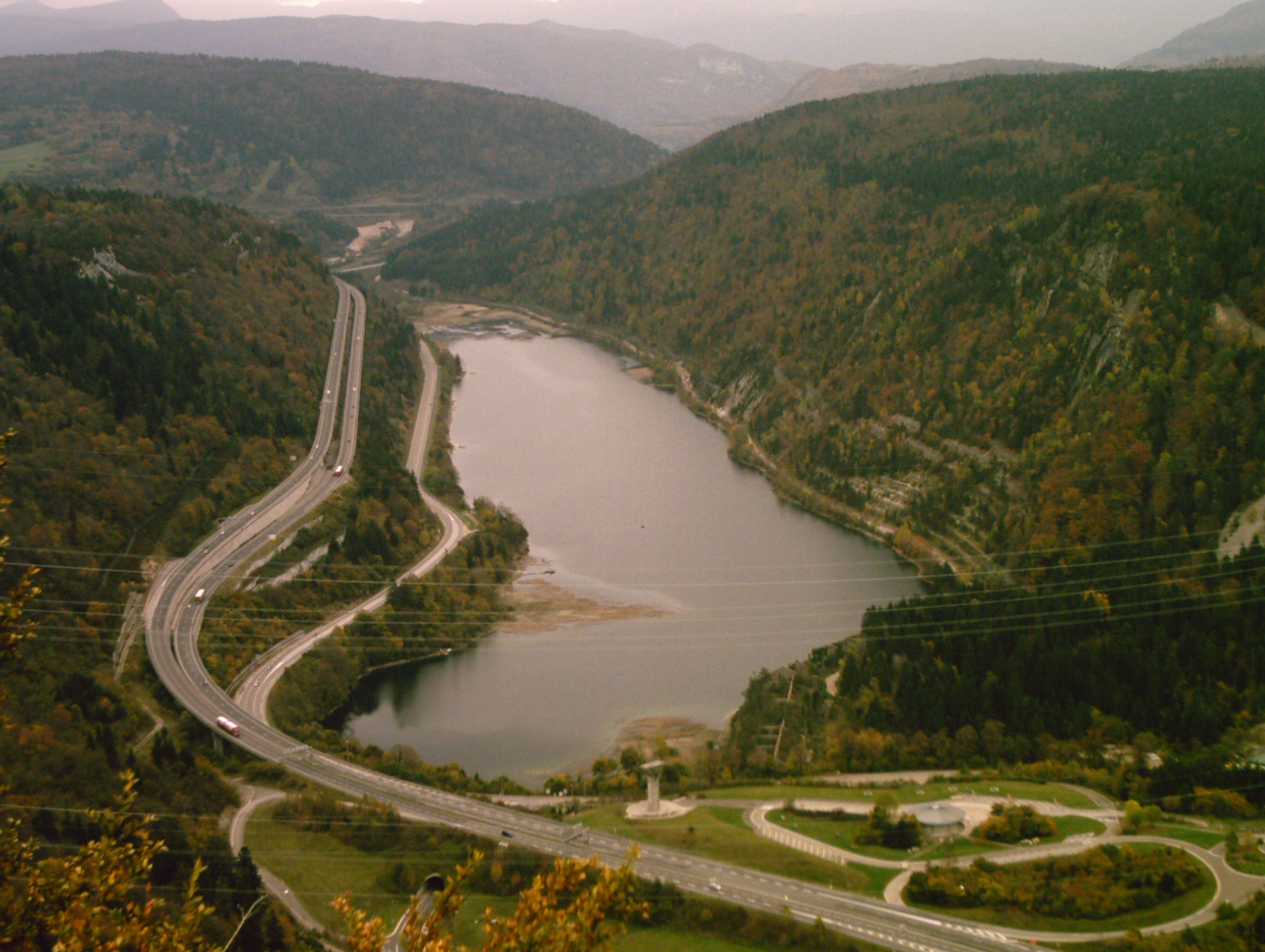
L'E21 au niveau du Viaduc de Sylans.
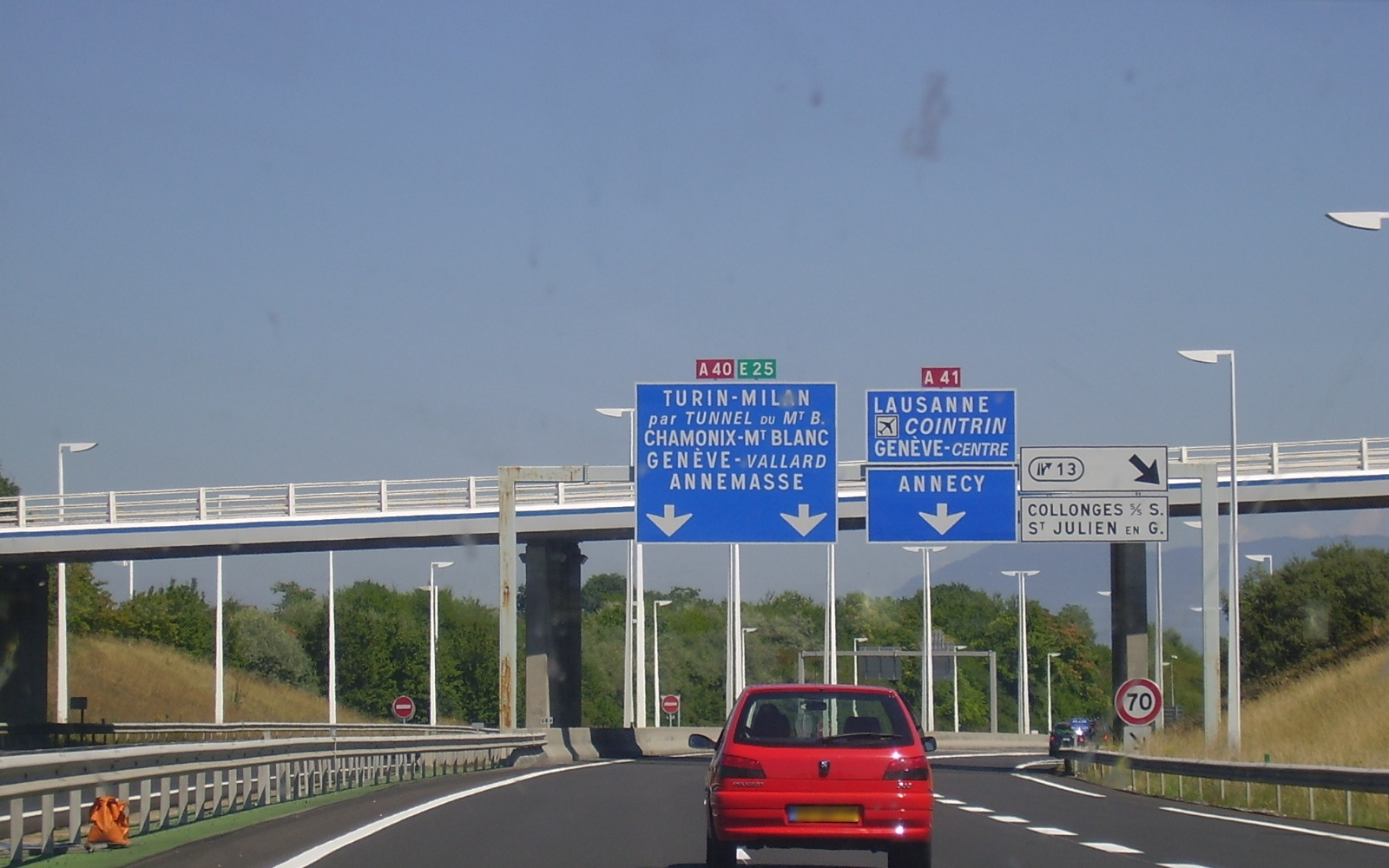
L'E21 à l'intersection A40/A41.